# 흥천중학교
흥천중학교(興川中學校)는 대한민국 경기도 여주시 흥천면 효지리에 있는 공립 중학교이다.

## 학교 연혁
- 1971년 1월 19일 : 흥천중학교 설립인가
- 1971년 2월 3일 : 초대 이준성 교장 취임
- 1971년 3월 10일 : 개교
- 1982년 3월 2일 : 학칙변경 6학급 인가
- 1996년 6월 25일 : 어학실 설치
- 1996년 9월 13일 : 방송실 설치
- 2008년 9월 20일 : 과학실 리모델링
- 2009년 7월 21일 : 도서실 리모델링
- 2024년 1월 4일 : 제51회 졸업식(9명) 누계 3,175명
- 2024년 3월 1일 : 제25대 이명선 교장 취임
- 2024년 3월 1일 : 3학급 편성 인가

## 참고 자료
- 흥천중학교 - 한국교육학술정보원 학교알리미